# Sonata para violín en la mayor, D 574 (Schubert)
La Sonata para violín (también "Dúo" o "Gran Dúo") en la mayor, Op. Post. 162, D 574, de Franz Schubert, fue compuesta en el año 1817. Esta sonata fue compuesta un año más tarde que las tres sonatinas con la misma configuración. Hay una fuerte unidad temática, de manera más evidente, entre la apertura de los temas del segundo y cuarto movimientos.

## Estructura
Consta de cuatro movimientos:
1. Allegro moderato (la mayor), forma sonata
2. Scherzo: presto (mi mayor), con trío en do mayor
3. Andantino (do mayor), forma ternaria
4. Allegro vivace (la mayor), forma sonata